# Denekamp
Denekamp es una localidad en la región del Twente, capital del municipio de Dinkelland en la provincia de Overijssel (Países Bajos). Denekamp fue un municipio independiente hasta el 1 de enero de 2001 cuando se fusionó con Ootmarsum y Weerselo para formar el nuevo municipio de Dinkelland. En el momento de la fusión contaba con una población de 12.498 habitantes y una superficie de 85,52 km ².

## Personas ilustres
- Tanja Nijmeijer (1978), guerrillera.
- Radical Redemption, (1990) Disc-Jockey

## Galería

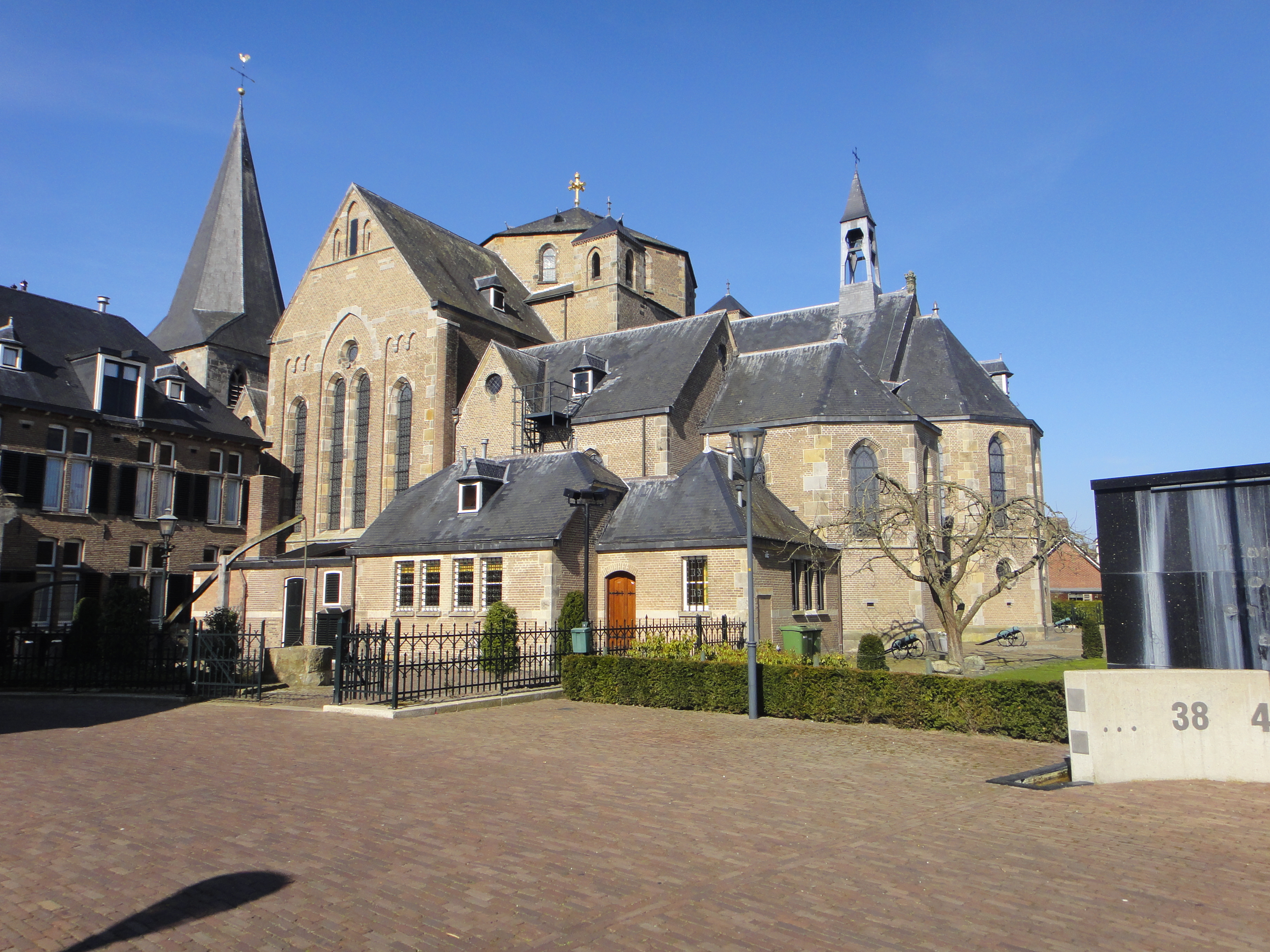
Iglesia de San Nicolás
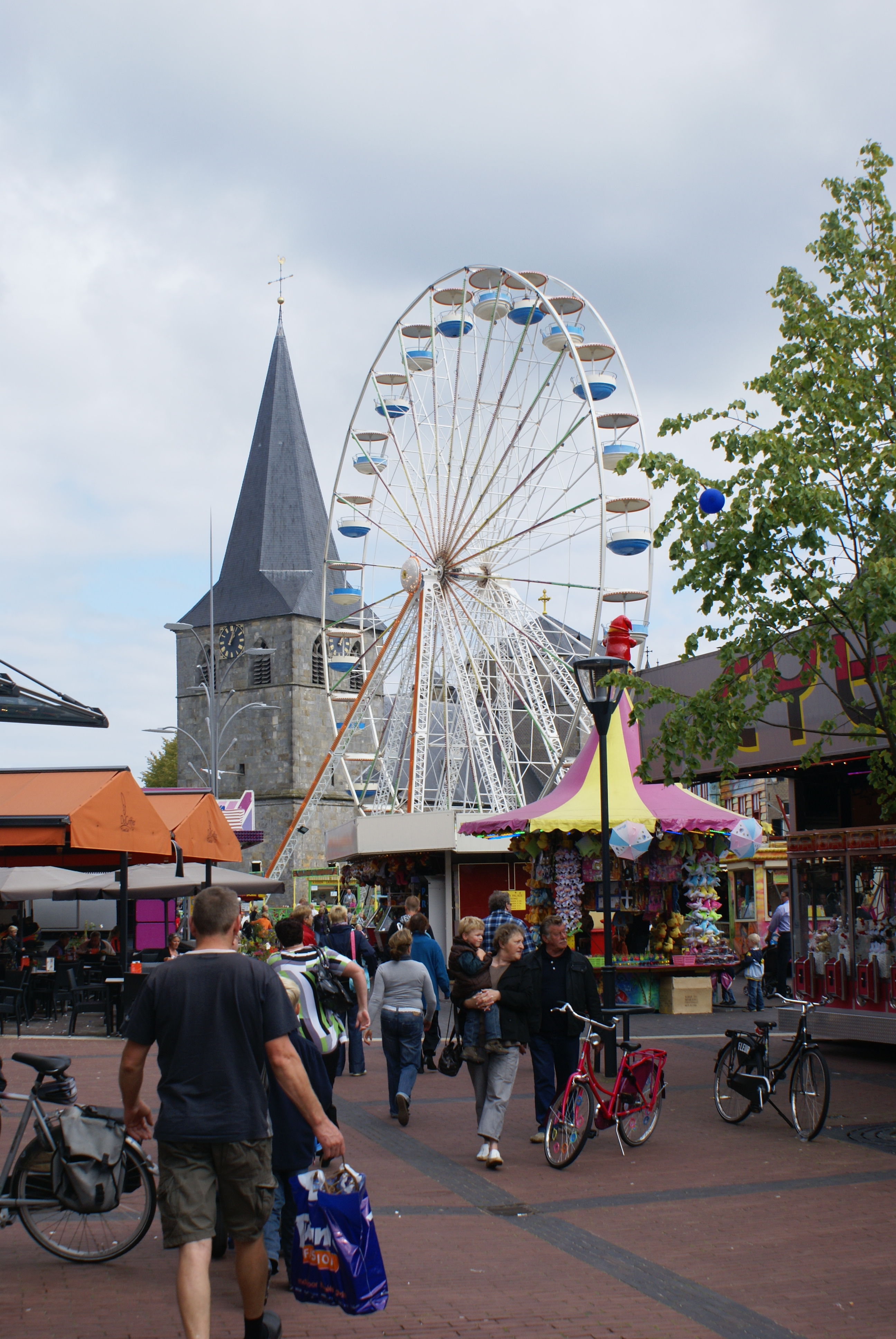
Centro
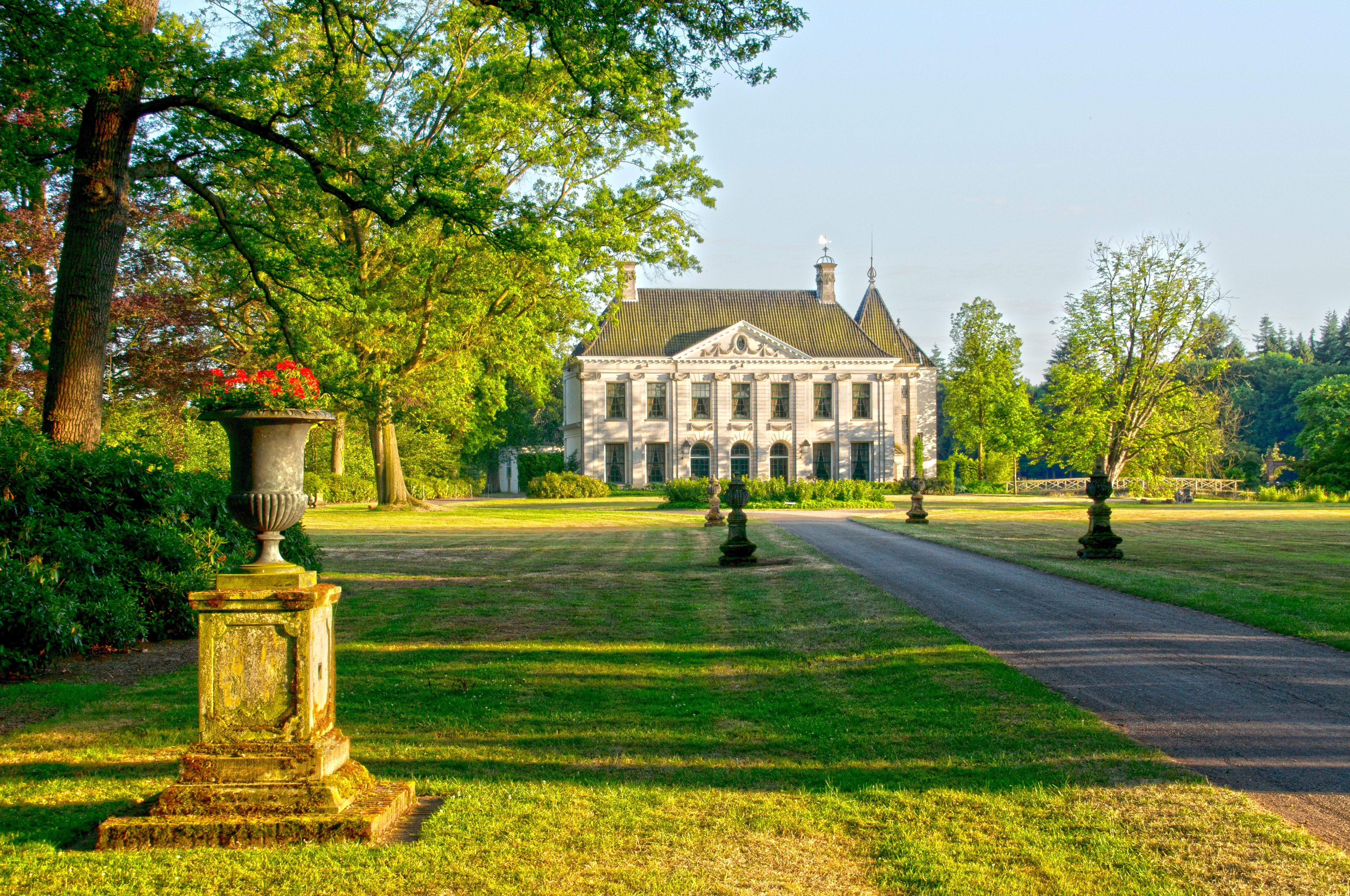
Finca Singraven